# Pararge infratersa
Pararge infratersa är en fjärilsart som beskrevs av Ruggero Verity 1922. Pararge infratersa ingår i släktet Pararge och familjen praktfjärilar. Inga underarter finns listade i Catalogue of Life.